# جيليان سميث
جيليان سميث (22 نوفمبر 1965 - ) (بالإنجليزية: Gillian Smith)‏ هي لاعبة كريكت بريطانية.

## وصلات خارجية
- جيليان سميث على موقع إي آس بي آن كريك إنفو (الإنجليزية)